# 松溜·阿嘎牟尼
松溜·阿嘎牟尼（1898年—1974年10月5日），乳名艾甩，僧名西利彭·祜巴勐，男，傣族，云南景洪人，中国云南巴利语系佛教僧人。

## 生平
1898年，松溜·阿嘎牟尼出生。12岁时出家，升为“帕”（沙弥）。22岁时，升为“都”（比丘）。35岁时，因为佛学造诣较高，获西双版纳召片领刀栋梁晋升为高级僧侣“祜巴”，称“祜巴勐”，受命管理整个西双版纳的佛教寺院以及佛教活动。
1950年2月17日，中国人民解放军占领西双版纳。1953年，祜巴勐应邀到北京参加第一届中国佛教代表大会，在会上当选中国佛教协会副会长。回到西双版纳后，他参加了西双版纳傣族自治区第一届政治协商会议第一次全体委员会议，当选西双版纳傣族自治区政协副主席。1954年，当选为云南省人民代表大会代表。1955年，获增补为全国政协委员，赴北京参加中国人民政治协商会议。同年9月，中国佛教协会正式晋升其为佛教僧人的最高等级——“松溜·阿嘎牟尼”。
1955年10月15日，松溜·阿嘎牟尼作为团长，率中国佛教代表团应邀前往缅甸参加第六次佛经结集大会以及释迦牟尼涅檠2500周年庆祝活动。同时，应缅甸政府的请求，将供奉于北京广济寺的佛牙舍利迎送至缅甸仰光。1956年，西双版纳傣族自治州推行和平协商土地改革，松溜·阿嘎牟尼号召当地佛教界人士支持土地改革，稳定了当地佛教僧众和信徒的情绪。同时，他还同佛教界内部的不法分子作斗争。1957年，云南省佛教协会成立，松溜·阿嘎牟尼当选会长。1962年，西双版纳傣族自治州佛教协会成立，松溜·阿嘎牟尼又当选为会长。1961年1月，为参加缅甸国庆13周年的庆典并交换中缅边界条约的批准书，中国国务院总理周恩来应缅甸联邦总理吴努之邀，率由中国政府代表团及军事、文化、佛教等方面人士组成的中国友好代表团访问缅甸。其中的中国佛教代表团由中国佛教协会会长喜饶嘉错、副会长松溜·阿嘎牟尼、赵朴初率领，该团除参加其他代表团共同参加的活动外，还参观了仰光瑞光大金塔、实皆县金塔、瑞枝敏和千达齿等佛塔，访问了曼德勒。
文化大革命期间，松溜·阿嘎牟尼遭到迫害。1969年2月，被造反派强制还俗，并被戴上所谓“宗教界反动头目”的政治帽子，被强行自西双版纳傣族自治州佛教协会机关遣送到西双版纳傣族自治州曼景法村。1974年10月5日，松溜·阿嘎牟尼圆寂，享年75岁。
1979年9月3日，云南省西双版纳傣族自治州为其平反。